# Atentado con bomba a la mezquita de Kabul de abril de 2022
El atentado con bomba a la mezquita de Kabul de abril de 2022 tuvo lugar el 29 de abril de 2022 cuando se produjo una explosión en una mezquita sunita en el oeste de Kabul, Afganistán, durante la tarde del 29 de abril de 2022, que mató al menos a diez personas.

## Trasfondo
El atentado fue el último de una serie de ataques ocurridos en abril de 2022, durante el mes sagrado musulmán del Ramadán. Muchos de los ataques fueron reivindicados por el Estado Islámico y sus afiliados, y la mayoría de ellos estaban dirigidos a civiles chiitas y sufíes. Al menos 70 personas murieron, convirtiéndose en una de las oleadas de ataques más mortíferas en el país desde la retirada de las tropas estadounidenses de Afganistán. El más mortífero de los ataques anteriores fue el bombardeo en Kunduz.
Los fieles se habían congregado en la mezquita para las oraciones de Dhikr, que algunos grupos sunitas radicales consideran heréticas (bidʻah).

## Ataque
El atentado ocurrió alrededor de las 2:00 p. m. en la mezquita Khalifa Aga Gul Jan en Kabul, donde cientos de feligreses se reunieron para rezar. El portavoz del Ministerio del Interior, Mohammad Nafi Takor, confirmó diez muertes. Sayed Fazil Agha, líder de la mezquita, dijo que murieron más de 50 personas. El portavoz del jefe de policía, Khalid Zadran, dijo que unas 30 personas resultaron heridas.
Agha y varios testigos dijeron que el ataque fue cometido por terroristas suicidas. El grupo terrorista Estado Islámico reivindicó el atentado.

## Reacciones
El portavoz del talibán, Zabiullah Mujahid condenó el ataque y prometió justicia.
Las Naciones Unidas condenaron el bombardeo como "atroz" y "otro doloroso golpe más para el pueblo de Afganistán, que sigue expuesto a una inseguridad y una violencia incesantes". Mette Knudsen, representante especial adjunta del secretario general de la ONU para Afganistán, lo calificó de "despreciable".